# Vaudesson
Vaudesson – miejscowość i gmina we Francji, w regionie Hauts-de-France, w departamencie Aisne.
Według danych na styczeń 2014 roku gminę zamieszkiwało 258 osób, a gęstość zaludnienia wynosiła 30,4 osób/km².